# Kempa-Trick

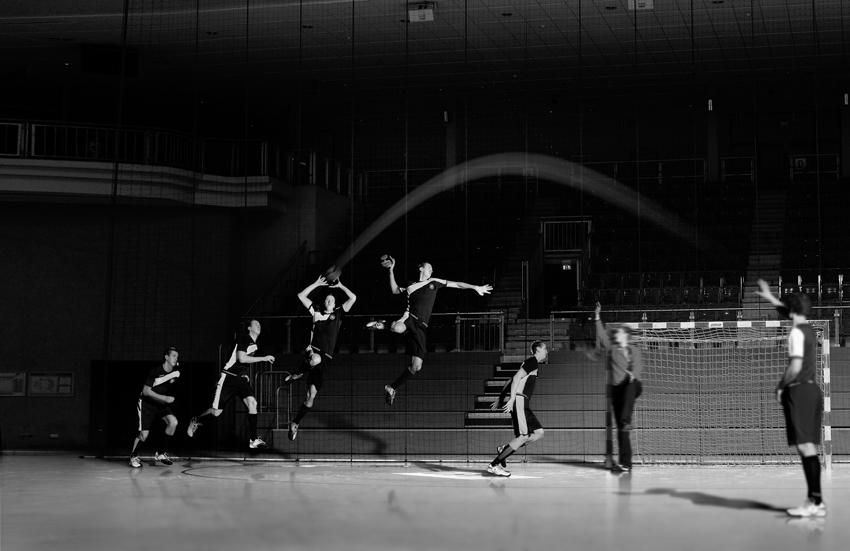
Der Ablauf des Kempa-Tricks in einer Mehrfachbelichtung.
Der Spieler am rechten Bildrand wirft den Ball zu dem im Sprung befindlichen Mitspieler (im Bild Pascal Hens), der den Ball fängt und auf das Tor wirft.

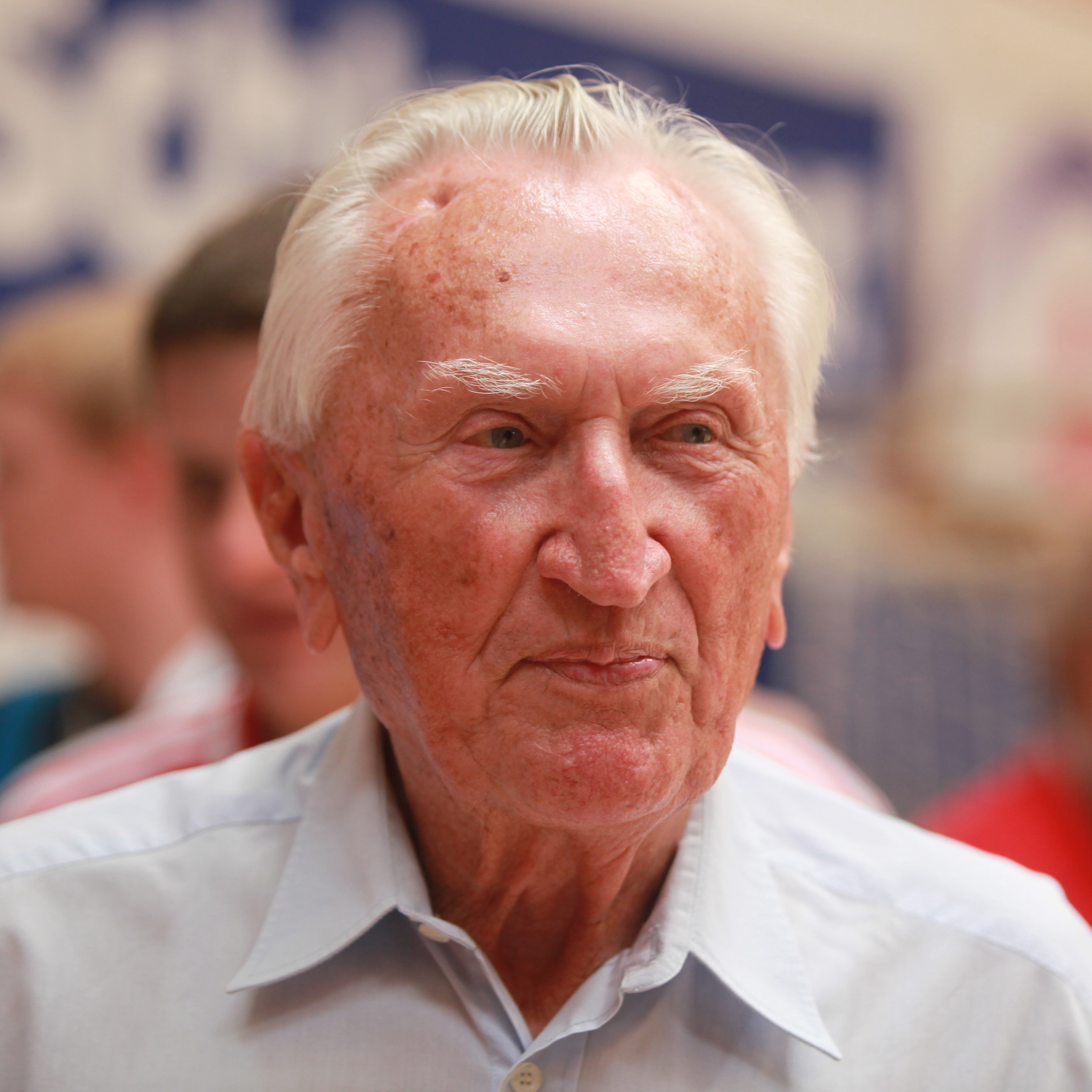
Bernhard Kempa, Erfinder und Namensgeber des Kempa-Tricks

Der Kempa-Trick (in der Schweiz als Flieger bezeichnet) ist ein Spielzug im Handball, bei dem der Ball auf einen in Richtung Tor springenden Spieler gepasst wird, der ihn in der Luft fängt und dann sofort auf das Tor wirft, bevor er wieder den Boden berührt. Benannt wurde der Trick-Spielzug nach seinem Erfinder, dem deutschen Handballspieler Bernhard Kempa (1920–2017), vielfacher Deutscher Meister als Spieler und Trainer von Frisch Auf Göppingen. Der Kempa-Trick wurde am 24. März 1954 in der Schwarzwaldhalle in Karlsruhe beim Länderspiel der Auswahl des Deutschen Handballbundes (DHB) gegen Schweden von und mit Bernhard Kempa als Passgeber für Horst Singer  erstmals erfolgreich eingesetzt.
Das Anspiel muss genau abgestimmt sein, damit der springende Spieler den Ball genau in die erhobenen Arme bekommt. Wenn der Ball nicht genau genug gespielt wird, kann der Springer den Wurf nicht gezielt abschließen. Außerdem muss der Springer über eine gute Sprungkraft verfügen, damit er lange genug in der Luft ist, um den Ball zu spielen. Springt er zu kurz, kann er den Ball nicht rechtzeitig fangen und kontrollieren, wodurch ein gezielter Wurf unmöglich wird. Das Tor ist nur gültig, wenn der Ball die Hand verlassen hat, bevor der Spieler den Boden im Kreis berührt.
Deshalb wird der Kempa-Trick meist eingesetzt, um die Zuschauer zu erfreuen, wenn ein Spiel bereits entschieden ist. Die deutsche Nationalmannschaft setzte ihn dennoch zum Beispiel beim Halbfinale der Handballweltmeisterschaft 2007 gegen Frankreich, in der Verlängerung und in Rückstand liegend, erfolgreich ein.
Da der Kempa-Trick technisch sehr anspruchsvoll ist, kann man ihn nur richtig spielen, wenn die Spieler individuell gut aufeinander abgestimmt sind. Der Kempa-Trick kann beliebig oft kombiniert werden, indem der erste springende Spieler aus der Luft einen anderen anspielt. Wird der Spielzug technisch sauber ausgeführt, ist eine Abwehr dagegen, wegen der geringen Distanz zum Tor und der Geschwindigkeit für Feldspieler und Torhüter, meist unmöglich.
Beim Beachhandball zählt ein Kempa-Tor als Tricktor doppelt. Der derzeitige Rekord liegt bei fünf Kempa-Tricks nacheinander, durchgeführt von einer norwegischen Hallenhandball-Vereinsmannschaft. Ein vergleichbarer Trick im Basketball ist der sogenannte Alley oop.
Bernhard Kempa schreibt dazu in seinem Buch:

„Ich freue mich noch heute, wenn ich erzähle, wie der Trick zur Welt kam. Wir haben, bei Frisch Auf in Göppingen, im Training immer viel ausprobiert. Mal dies, mal das. Auch das Training sollte Spaß machen. Und bei solchen spaßigen Übungen erfand ich den Trick.“

Kempa definierte den Trick wie folgt:

„Ein Anspieler hebt den Ball über die Abwehr, sein Mitspieler springt möglichst hoch in den Wurfkreis, fängt den Ball noch im Flug und wirft ein Tor.“

Ein Zufallsprodukt als erfolgreiche Abschlussvariante: „Ein Pass von B. Kempa war im Training bei einem Gegner hängengeblieben und auf den Boden im Kreis aufgesprungen. Jarosch sprang hinterher, fing den prellenden Ball und warf aufs Tor. Diese Variante wurde im Nachgang verfeinert, indem der Ballkontakt des Gegners einfach ausgespart wurde. Das soll der tatsächliche Ursprung des Kempa-Tricks gewesen sein, auch wenn noch andere Versionen kursieren“, erinnert sich Volker Schneller an ein Gespräch mit Kempa zur Entstehung des Tricks.
Eine besondere Variante ist der Kempa-Trick aus dem Rückraum, auch „Kempa aus der zweiten Reihe“ genannt. Ein Rückraumspieler wird dabei während der Absprungphase von einem Mitspieler angespielt. Der darauf folgende Torwurf erfolgt noch vor der Landung. Dadurch ist es in vielen Fällen möglich, gegen starke Blockspieler zum Torerfolg zu kommen, da der Ablauf erheblich schneller ist als Passen–Fangen–Abspringen–Torwurf. Auch der Torhüter wird von dieser Wurfvariante meist überrascht. Nach Einschätzung von Martin Heuberger ist dies eine sehr vielversprechende, aber auch risikoreiche Wurfvariante.